# Rt Zevgari
| grad Limassol Zaljev Akrotiri Limasolsko sl. jezero poluotok Akrotiri Zaljev Episkopi Rt Zevgari Rt Gata |

Rt Zevgari (tur. İkizburun) se nalazi unutar Akrotirija i Dhekelije, britanskog prekomorskog teritorija na otoku Cipru, kojim se upravlja kao suverenom vojnom bazom. Nalazi se u području zapadne suverene baze i čini jugozapadnu točku poluotoka Akrotiri koji je najjužniji dio otoka. Rt čini južni kraj zaljeva Episkopi.
Rt se nalazi unutar granica postaje Kraljevskog ratnog zrakoplovstva poznate kao RAF Akrotiri.

## Zgrada bolnice
Zgrada na rtu bila je bolnica princeze Marije, RAF Akrotiri, glavna bolnica britanskih snaga na Cipru. Bolnica je prije bila bolnica RAF-a, ali nakon uspostave organizacije obrambenih medicinskih usluga, bila je ustanova s tri službe pod ovlašću Stalnog zajedničkog stožera u Northwoodu. Bolnica je zatvorena 1. studenog 2012.